# Кусакино (Московская область)
Кусакино — деревня в Волоколамском районе Московской области России, входит в состав сельского поселения Спасское. Население — 0 чел. (2010).

## География
Деревня Кусакино расположена на западе Московской области, в юго-западной части Волоколамского района, примерно в 18 км к юго-западу от города Волоколамска, у истоков впадающей в Рузу небольшой речки Хохловки. Ближайшие населённые пункты — деревни Чернево и Лазарево.

## Население
| 1852 | 1859 | 1899 | 1926 | 2002 | 2006 | 2010 |
| ---- | ---- | ---- | ---- | ---- | ---- | ---- |
| 126  | ↘122 | ↗146 | ↘144 | ↘9   | ↘5   | ↘0   |

## История
Кусакино, деревня 2-го стана, Государственных Имуществ, 60 душ мужского пола, 66 женского, 20 дворов, 118 верст от столицы, 46 от уездного города, на проселочной дороге.— Нистрем К. Указатель селений и жителей уездов Московской губернии, 1852 г.
В «Списке населённых мест» 1862 года — казённая деревня 2-го стана Можайского уезда Московской губернии, по правую сторону Волоколамского тракта из города Можайска, при колодцах, в 45 верстах от уездного города, с 25 дворами и 122 жителями (62 мужчины и 60 женщин).
По данным на 1899 год — деревня Канаевской волости Можайского уезда с 146 душами населения.
По материалам Всесоюзной переписи населения 1926 года — деревня Васильевского сельсовета Осташёвской волости Волоколамского уезда в 24,5 км от Осташёвского шоссе и 26,7 км от станции Волоколамск Балтийской железной дороги, проживало 144 жителя (59 мужчин, 85 женщин), насчитывалось 34 крестьянских хозяйства.
1994—2006 гг. — деревня Кармановского сельского округа Волоколамского района.
С 2006 года — деревня сельского поселения Спасское Волоколамского муниципального района Московской области.